# برنهارد أونغر
برنهارد أونغر (بالألمانية: Bernhard Unger) هو لاعب كرة قدم نمساوي، ولد في 23 أبريل 1999.

## وصلات خارجية
- برنهارد أونغر على موقع قاعدة بيانات كرة القدم.إي يو (الإنجليزية)
- برنهارد أونغر على موقع Soccerway.com (الإنجليزية)
- برنهارد أونغر على موقع عالم كرة القدم.نت (الإنجليزية)